# Akute intermittierende Porphyrie
Die akute intermittierende Porphyrie (AIP) ist eine Form der Porphyrien. Dabei handelt es sich um meist angeborene Störungen der Häm-Biosynthese, bei denen es aufgrund eines Enzym-Defektes zur Überproduktion, Anhäufung und vermehrten Ausscheidung von Zwischenprodukten der Hämsynthese, den sogenannten Porphyrinen, kommt. Unterschieden werden erythropoetische (die Blutbildung betreffende) und hepatische (die Leber betreffende) Porphyrien.
Die AIP gehört neben der Porphyria variegata (PV) und der hereditären Koproporphyrie (HCP) zu den akuten hepatischen Porphyrien.

## Ätiologie
Der AIP liegt ein autosomal-dominant vererbter Defekt der Porphobilinogen-Desaminase (PBG-Desaminase), einem Enzym im Stoffwechselweg der Hämsynthese, zugrunde. Bekannt sind ca. 400 Mutationen des PBG-Desaminase-Gens auf Chromosom 11 (Genlocus 11q24.1-q24.2).

## Klinische Manifestationen
Es treten wiederholte Attacken von kolikartigen Bauchschmerzen und schweren neurologischen und psychiatrischen Funktionsstörungen auf. Meist verläuft die Krankheit latent, bis exogene oder endogene Auslöser einen akuten Schub auslösen.

### Auslöser
- Stress
- Dehydratation (Wasserentzug)
- Ethanol
- Hungern
- Pharmaka (Barbiturate, Benzodiazepine, Anästhetika (Etomidat, Ketamin), Pentazocin, Meprobamat, Glutethimid, Phenytoin, Kortikosteroide u. a.)
- Sepsis
- Thujon (Neurotoxin, Inhaltsstoff von Absinth)
- weibliche Geschlechtshormone

### Symptome des akuten Schubes
Oft sind akute Bauchschmerzen das erste und oft einzige Zeichen der Erkrankung. Demzufolge sehen sich Patienten mit AIP häufig unnötigen Blinddarmoperationen ausgesetzt, da die Symptome der Erkrankung denen der akuten Appendizitis (Blinddarmentzündung) ähneln.
Darüber hinaus treten verschiedene neurologische und psychiatrische Störungen auf wie motorische Schwäche, abgeschwächte oder aufgehobene Muskeleigenreflexe, Störungen der Hirnnervenfunktionen oder des autonomen Nervensystems, bis hin zu Delirium, Psychosen, Koma und Krämpfen.

## Klinische Bedeutung der akuten intermittierenden Porphyrie
Insbesondere für den Anästhesisten ist die Erkrankung von Bedeutung, da viele der auslösenden Medikamente in der Anästhesie eine Rolle spielen. Die Kenntnis des Vorliegens dieser Erkrankung vor der Narkoseeinleitung ist notwendig, damit ein akuter Schub vermieden werden kann (s. u.: Therapie). Grundsätzlich sind auch bei Patienten mit AIP sowohl Allgemein- als auch Regionalanästhesien durchführbar, sofern auf die genannten Substanzgruppen verzichtet wird.

## Diagnostik
Im akuten Schub der AIP kann die vermehrte Ausscheidung von 5-Aminolävulinsäure und Porphobilinogen im Urin nachgewiesen werden.
Durch die Analyse von Stuhl-Porphyrinen kann eine Abgrenzung von anderen Formen der akuten Porphyrie erfolgen. Eine Diagnosesicherung erfolgt über die Bestimmung der PBG-Desaminase-Aktivität im Erythrozyten, wobei jedoch die großen Schwankungen der Aktivität des Enzyms problematisch sind. Möglich ist auch die molekulare Analyse des Gendefektes, aber auch bei bewiesener Genträgerschaft scheinen nur ca. 10 bis 20 Prozent aller AIP-Genträger auch Symptome zu entwickeln.

## Therapie
Seit wenigen Jahren steht eine in den USA, der EU und der Schweiz zugelassene Therapie zur Verfügung, welche auf die Reduzierung eines Enzyms in der Häm-Biosyntheses abzielt. Der Wirkstoff Givosiran ist ein RNAi-Therapeutikum und ist bei Erwachsenen und Jugendlichen ab 12 Jahren für die Behandlung akuter hepatischer Porphyrien indiziert, zu denen die akute intermittierende Porphyrie zählt.
Ein weiterer Ansatzpunkt ist die Expositionsprophylaxe, also die Vermeidung auslösender Faktoren. Die symptomatische Therapie der neurologischen und psychiatrischen Störungen entspricht denjenigen, die bei gleichartigen Störungen anderer Ursache zur Anwendung kommen. Je stärker die Symptome ausgeprägt sind, umso dringlicher ist eine Therapie. Im akuten Schub kommen als medikamentösen Therapie Glukose-Infusionen (20 g/h bzw. 500 g/Tag) sowie Hämin zur Anwendung (das nicht mit Hämatin zu verwechseln ist).
Zur Eindämmung langfristiger Störungen haben sich Psychotherapie und Krankengymnastik bewährt.